# Ş
Ne doit pas être confondu avec un S à virgule souscrite (Ș)
Cette page contient des caractères spéciaux ou non latins. S’ils s’affichent mal (▯, ?, etc.), consultez la page d’aide Unicode.
Ş, appelé S cédille, est un graphème utilisé dans l'écriture de plusieurs langues turciques, en arabe chypriote maronite, en laze, en mancagne, en kurde, en zazaki et dans la translittération de l'alphabet arabe. Il est aussi parfois utilisé dans les publications turques en judéo-espagnol, ou en roumain comme substitut au S virgule souscrite. Il s'agit de la lettre S diacritée d'une cédille.
Il est principalement utilisé pour représenter la consonne fricative post-alvéolaire sourde /ʃ/.

## Utilisation

### Turc
Le Ş représente le son /ʃ/ en turc. Il a été proposé de le remplacer par le digramme ‹ sh ›.

### Judéo-espagnol
En Turquie, le Ş est utilisé pour le son /ʃ/ dans certaines publications en judéo-espagnol.

### Langues turques
Le Ş représente le son /ʃ/ en turc, en azéri, en tatar de Crimée, en tatar ou en turkmène.
Il est aussi utilisé en gagaouze.

### Roumain
En roumain, le Ş a été utilisé, ou est encore parfois utilisé, en substitution au Ș (S virgule souscrite) qui n'est pas toujours disponible.

### Translittération de l'alphabet arabe
Le Ş est utilisé dans la translittération de l'alphabet arabe du Groupe d'experts des Nations unies pour les noms géographiques (GENUNG) pour la lettre arabe ص (ṣād) représentant une consonne fricative alvéolaire sourde pharyngalisée /sˤ/, cependant la lettre ṣ (s point souscrit) est plus fréquemment utilisée dans les translittérations de l'alphabet arabe.

## Représentations informatiques
Le S cédille peut être représenté avec les caractères Unicode suivant :
- précomposé (Latin étendu A) :

| formes    | représentations | chaînes de caractères | points de code | descriptions                      |
| --------- | --------------- | --------------------- | -------------- | --------------------------------- |
| capitale  | Ş               | Ş                     | U+015E         | lettre majuscule latine s cédille |
| minuscule | ş               | ş                     | U+015F         | lettre minuscule latine s cédille |

- décomposé (latin de base, diacritiques) :

| formes    | représentations | chaînes de caractères | points de code | descriptions                                  |
| --------- | --------------- | --------------------- | -------------- | --------------------------------------------- |
| capitale  | Ş               | S◌̧                    | U+0053 U+0327  | lettre majuscule latine s diacritique cédille |
| minuscule | ş               | s◌̧                    | U+0073 U+0327  | lettre minuscule latine s diacritique cédille |